# Discografie van Eminem

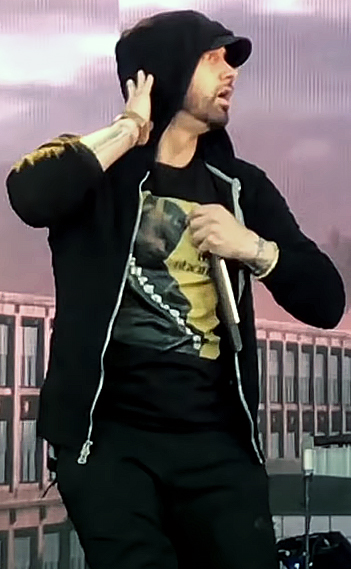
Eminem in 2018

De Amerikaanse rapper Eminem is een van de best verkopende solo-artiesten ooit, met bijna 325 miljoen verkochte releases. Hij is bekend geworden met nummers als The Real Slim Shady, Stan en Lose Yourself. Doorheen zijn carrière wist Slim Shady 149 awards in de wacht te slepen, waaronder een Oscar voor beste originele nummer en 13 Grammy Awards. Intussen bracht de rapper elf studioalbums en twee compilatiealbums uit. Daarnaast bracht hij nog twee compilaties uit met andere artiesten aangesloten bij zijn platenlabel Shady Records.

## Studioalbums
| Titel                    | Details                                                                                             | Piekposities | Piekposities | Piekposities | Certificaties |
| ------------------------ | --------------------------------------------------------------------------------------------------- | ------------ | ------------ | ------------ | --- |
| Titel                    | Details                                                                                             | BE(VL)       | NL           | VS           | Certificaties |
| Infinite                 | Uitgebracht: 12 november 1996 Label: Web Formaat: LP, cassette                                      | -            | -            | -            | |
| The Slim Shady LP        | Uitbebracht: 23 februari 1999 Label: Shady/Aftermath/Interscope Formaat: cd, lp, cassette, download | 46           | 20           | 2            | - RIAA: 5x Platinum - ARIA: Platinum - BPI: 3x Platinum - IFPI: Goud - MC: 2x Platinum - RMNZ: Platinum |
| The Marshal Mathers LP   | Uitbebracht: 23 mei 2000 Label: Shady/Aftermath/Interscope Formaat: cd, lp, cassette, download      | 1            | 2            | 1            | - RIAA: Diamond (11× Platinum) - ARIA: 4× Platinum - BEA: 2× Platinum - BPI: 8× Platinum - BVMI: 3× Platinum - IFPI DEN: 5× Platinum - IFPI SWI: 4× Platinum - MC: 8× Platinum - RMNZ: 5× Platinum - SNEP: 2× Platinum |
| The Eminem Show          | Uitbebracht: 26 mei 2002 Label: Shady/Aftermath/Interscope Formaat: cd, lp, cassette, download      | 1            | 1            | 1            | - RIAA: Diamond (12× Platinum) - ARIA: 2× Diamond - BEA: Platinum - BPI: 6× Platinum - BVMI: 3× Platinum - IFPI DEN: 7× Platinum - IFPI SWI: 3× Platinum - MC: Diamond - RMNZ: 9× Platinum - SNEP: 2× Platinum         |
| Encore                   | Uitbebracht: 12 november 2004 Label: Shady/Aftermath/Interscope Formaat: cd, lp, download           | 2            | 2            | 1            | - RIAA: 5× Platinum - ARIA: 6× Platinum - BEA: Gold - BPI: 4× Platinum - BVMI: 3× Gold - IFPI DEN: 3× Platinum - IFPI SWI: Platinum - RMNZ: 5× Platinum - SNEP: 2× Gold                                                |
| Relapse                  | Uitbebracht: 15 mei 2009 Label: Shady/Aftermath/Interscope Formaat: cd, lp, download                | 1            | 3            | 1            | - RIAA: 3× Platinum - ARIA: 2× Platinum - BEA: Gold - BPI: 2× Platinum - BVMI: Gold - IFPI DEN: Gold - IFPI SWI: Platinum - RMNZ: Platinum - SNEP: Gold                                                                |
| Recovery                 | Uitgebracht: 18 juni 2010 Label: Shady/Aftermath/Interscope Formaat: cd, lp, download               | 2            | 2            | 1            | - RIAA: 8× Platinum - ARIA: 4× Platinum - BEA: Gold - BPI: 3× Platinum - BVMI: 3× Gold - IFPI DEN: 3× Platinum - IFPI SWI: Platinum - MC: Platinum - RMNZ: Platinum - SNEP: Platinum                                   |
| The Marshal Mathers LP 2 | Uitgebracht: 5 november 2013 Label: Shady/Aftermath/Interscope Formaat: cd, lp, download            | 1            | 4            | 1            | - RIAA: 4× Platinum - ARIA: 2× Platinum - BEA: Gold - BPI: 2× Platinum - BVMI: 3× Gold - IFPI DEN: Platinum - IFPI SWI: Platinum - MC: 4× Platinum - RMNZ: Platinum - SNEP: Platinum                                   |
| Revival                  | Uitgebracht: 15 december 2017 Label: Shady/Aftermath/Interscope Formaat: cd, lp, download           | 6            | 1            | 1            | - RIAA: Platinum - ARIA: Platinum - BPI: Platinum - BVMI: Gold - IFPI DEN: Platinum - MC: Platinum - RMNZ: Gold - SNEP: Platinum                                                                                       |
| Kamikaze                 | Uitgebracht: 31 augustus 2018 Label: Shady/Aftermath/Interscope Formaat: cd, lp, cassette, download | 1            | 1            | 1            | - RIAA: Platinum - ARIA: Platinum - BPI: Platinum - IFPI DEN: Platinum - RMNZ: Platinum - SNEP: Gold |
| Music To Be Murdered By  | Uitgebracht: 17 januari 2020 Label: Shady/Aftermath/Interscope Formaat: cd, lp, cassette, download  | 1            | 1            | 1            | - RIAA: Platinum - ARIA: Gold - BPI: Gold - IFPI DEN: Platinum - MC: Platinum - RMNZ: Platinum - SNEP: Gold |

### Heruitgaves
| Titel                               | Details                                                                                               | Extra's                                                                                            |
| ----------------------------------- | --- | -------------------------------------------------------------------------------------------------- |
| The Slim Shady LP: Expanded Edition | Heruitgave ter ere van 20 jarig jubileum release                                                      | 10 extra's: - 2 nummers - 3 Instrumentals - 4 A Cappella's - 1 extra radioversie                   |
| The Eminem Show: Expanded Edition   | Heruithave ter ere van 20 jarig jubileum release Uitgebracht: 26 mei 2022 Label: Aftermath/Interscope | 18 extra's: - 2 extra nummers - 1 "nieuw" nummer - 2 freestyles - 5 live nummers - 8 instrumentals |
| Relapse: Refill                     | Uitgebracht: 21 december 2009 Label: Shady/Aftermath/Interscope Formaat: cd, lp, download             | 9 extra nummers                                                                                    |
| Music To Be Murdered By - Side B    | Uitgebracht: 20 december 2020 Label: Shady/Aftermath/Interscope Formaat: cd, lp, download             | 16 extra nummers                                                                                   |

## Compilaties

### Eminem
| Titel                  | Details                                                                                            | Piekposities | Piekposities | Piekposities | Certificaties |
| ---------------------- | -------------------------------------------------------------------------------------------------- | ------------ | ------------ | ------------ | --- |
| Titel                  | Details                                                                                            | BE(VL)       | NL           | VS           | Certificaties |
| Curtain Call: The Hits | Uitgebracht: 6 december 2005 Label: Shady/Aftermath/Interscope Formaat: cd, lp, cassette, download | 10           | 5            | 1            | - RIAA: Diamond - ARIA: 12× Platinum - BPI: 9× Platinum - BVMI: 5× Gold - IFPI SWI: Gold - RIAJ: 2× Platinum - RMNZ: 5× Platinum - SNEP: 2× Gold |
| Curtain Call 2         | Uitgebracht: 5 augustus 2022 Label: Shady/Aftermath/Interscope Formaat: cd, lp, cassette, download | 15           | 13           | 6            | |

### Shady Records
| Titel                      | Details | Piekposities | Piekposities | Piekposities | Certificaties                                                                      |
| -------------------------- | --- | ------------ | ------------ | ------------ | ---------------------------------------------------------------------------------- |
| Titel                      | Details | BE(VL)       | NL           | VS           | Certificaties                                                                      |
| Eminem Presents: The Re-Up | Compilatie met alle leden van Shady Records (anno 2006)Uitgebracht: 4 december 2006 Label: Shady/Interscope Formaat: cd, lp, cassette, download | 44           |              | 1            | - RIAA: Platinum - ARIA: Gold - BPI: Platinum - IFPI SWI: Gold - RMNZ: 2× Platinum |
| Shady XV                   | Compilatie ter ere van 15-jarig bestaan Shady RecordsUitgebracht: 24 november 2014 Label: Shady/Interscope Formaat: cd, lp, download            | 26           |              | 3            | - RIAA: Gold                                                                       |